# フェニックス銘柄制度
フェニックス銘柄制度（ふぇにっくすめいがらせいど）は上場廃止となった株式等を売買できるように、日本証券業協会が2008年3月に創設した制度。この制度に指定されている銘柄をフェニックス銘柄という。

## 指定の要件
フェニックス銘柄制度に指定されるには、以下の要件を満たす必要がある。
- 株式事務を株主名簿管理人に委託していること及び譲渡制限が付されていないこと
- 開示体制の不備（有価証券報告書や四半期報告書の提出遅延、不適切会計など）、公益・投資者保護、特設注意市場銘柄の指定によって内部管理体制が改善されない、経営破綻（会社更生法、民事再生法、破産法）により証券取引所によって上場廃止となった場合は、以下の要件を満たす必要がある。
  - 開示体制の不備等が改善、整備及び解消されていること
  - 反社会的勢力を排除する仕組みが構築されていること
  - 経営破綻によって上場廃止となった場合は、法的処理が完了していること
- 指定振替機関に対して、社債、株式等の振替に関する法律第13条第1項に規定する同意が得られていること
- 当該指定振替機関が定める同意が得られていること
- 日本証券業協会がフェニックス銘柄として指定するまでの間に当該同意を行う見込みのあること

上記の要件を満たし、フェニックス銘柄に指定されることを希望する取扱会員となる証券会社から日本証券業協会に対し、所定の様式より届出した上で、日本証券業協会が指定を認めれば、その銘柄はフェニックス銘柄に指定される。

## 取引銘柄
2016年6月30日以降存在しない。

## 取引廃止銘柄
| 気配提示開始日 | 企業名                    | コード | 業種             | 旧上場市場   | 主幹事証券                                                         |
| -------------- | ------------------------- | ------ | ---------------- | ------------ | ------------------------------------------------------------------ |
| 2008年11月4日  | 武井工業所（指定取消）[1] | 5286   | ガラス・土石製品 | JASDAQ       | みどり（現 日本クラウド証券）、アルバース（現 EVOLUTION JAPAN）[2] |
| 2011年3月1日   | レイテックス（指定取消）  | 6672   | 電気機器         | 東証マザーズ | みどり（現 日本クラウド証券）                                      |
| 2011年6月29日  | メルクス（指定取消）      | 7934   | その他製品       | 東証2部      | みどり（現 日本クラウド証券）                                      |
| 2013年9月11日  | ジパング（指定取消）      | 2684   | 鉱業             | JASDAQ       | アルバース（現 EVOLUTION JAPAN）                                   |

注釈
1. ^  みらい證券が組成する株主コミュニティ制度の適用を受けており、株主コミュニティでの売買が可能である。
2. ^  指定時～みどり証券（現 日本クラウド証券）、2013年6月19日～アルバース証券（現 EVOLUTION JAPAN証券）
| 取引廃止年月日 | 企業名       | コード | 廃止事由                   |
| -------------- | ------------ | ------ | -------------------------- |
| 2016年6月30日  | 武井工業所   | 5286   | 株主コミュニティ制度へ移行 |
| 2012年7月12日  | メルクス     | 7934   | 民事再生法の適用を申請     |
| 2014年2月28日  | レイテックス | 6672   | 決算書類開示遅延のため     |
| 2015年11月9日  | ジパング     | 2684   | 債務超過                   |

2010年12月30日から整理銘柄に指定されたレイテックスは、当初は2011年1月31日に上場廃止される予定だったが、取引が活発に行われたため、フェニックス銘柄に指定され、2011年3月1日に上場廃止されることになった。このため、2011年3月1日まで、同銘柄は通常取引できる。また、その後も日本クラウド証券やEVOLUTION JAPAN証券を通しての売買は可能だった。